# Regió de Tumbes
Tumbes és una de les 25 regions del Perú, davant l'oceà Pacífic. El nom potser prové de tumpis, un grup d'indígenes que habitava la regió. Limita amb l'Equador i la Regió de Piura.

## Informació Geogràfica
La regió de Tumbes es troba a una zona completament tropical. Ubicada a 1.256 km al nord de Lima.

## Clima
Degut a la seva situació geogràfica tropical, té un clima càlid i semi humit durant tot l'any. La seva temperatura anual és de 25,3 °C.

## Divisió administrativa
La regió està dividida en tres províncies i 12 districtes:
- Zarumilla
- Tumbes
- Contralmirante Villar

## Llengües
El 98,3% % dels habitants del territori parla habitualment espanyol. Només el 0,4% parla quítxua i uns 60 individus parla aimara. Hi ha un alt percentatge de població immigrada d'altres regions del Perú, principalment de Piura (16,9% del total de població), Lambayaque (3,7%) i Lima (2,7%).